# Bosquet des Trois-Fontaines
Le bosquet des Trois-Fontaines est un bosquet des  jardins de Versailles.

## Localisation
Il est situé au nord de la terrasse, entre le bosquet de l'Arc-de-Triomphe et celui de Rond-vert, à proximité des bassins du Dragon et de Neptune.

## Histoire
Le bosquet des Trois Fontaines a été dessiné en 1677 par Louis XIV et aménagé par son jardinier André Le Nôtre, à l'emplacement du bosquet du Berceau d'eau.
Détruit à l'époque de Louis XVI, il a été reconstruit en 2004 grâce au mécénat de la société des amis de Versailles et à la participation financière de l'association The American friends of Versailles.

## Description
Le bosquet est composé de trois fontaines et de deux cascades alimentant l'eau de la fontaine supérieure à la fontaine inférieure. La fontaine inférieure est un bassin octogonal avec une vasque entourée de huit jets droits. La vasque possède aussi huit jets entourant un jet central (jamais représenté dans les peintures). Cette fontaine est surplombée de la cascade inférieure composée de deux bassins latéraux, ayant chacun trois jets, séparés par un escalier. La fontaine intermédiaire est un bassin carré encadré par quatre jets droits et composé de six jets qui se croisent en formant trois arceaux. Cette fontaine est dominée par la cascade supérieure, encadrée par deux escaliers.
Cette fontaine est composée de trois marches composant chacune deux jets latéraux. Devant la première marche, se dresse un petit jet et entre la première et la deuxième, se dresse une vasque avec un jet. La fontaine supérieure est un bassin rond simplement décoré d'un gros jet. Les fontaines sont entourées de marches de buis et de topiaires.

## Visite en suivant les pas de Louis XIV
Le roi Louis XIV a rédigé plusieurs fois un guide de visite des jardins de Versailles. Le dernier date des années 1702-1704 et on en possède l'original écrit de sa main :
« On entrera aux trois fontaines par en haut, on descendra, et après avoir considéré les fontaines de trois étages, l'on sortira par l'allée qui va au Dragon ».

## Photos

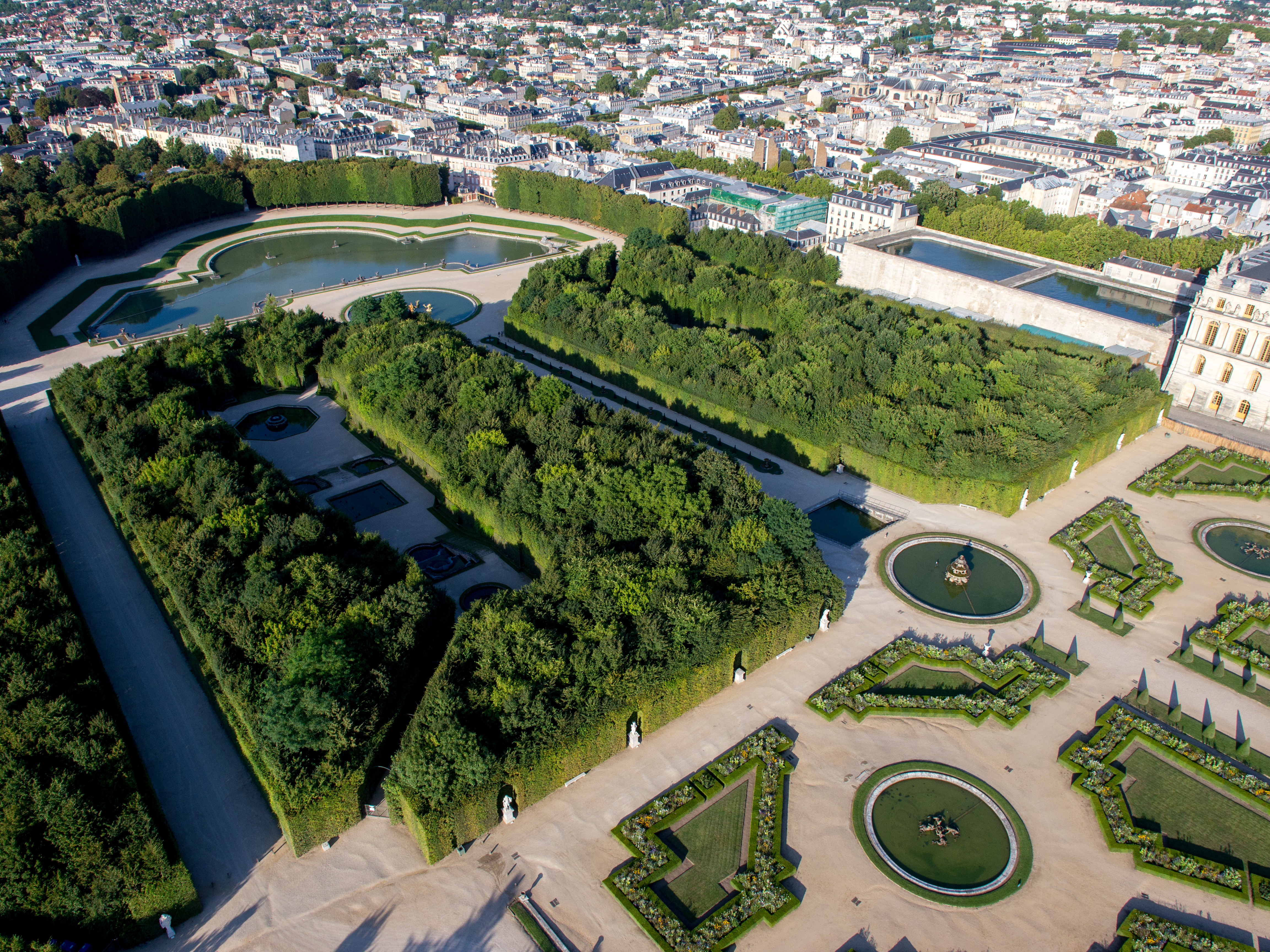
Vue aérienne du bosquet des Trois Fontaines (à gauche)
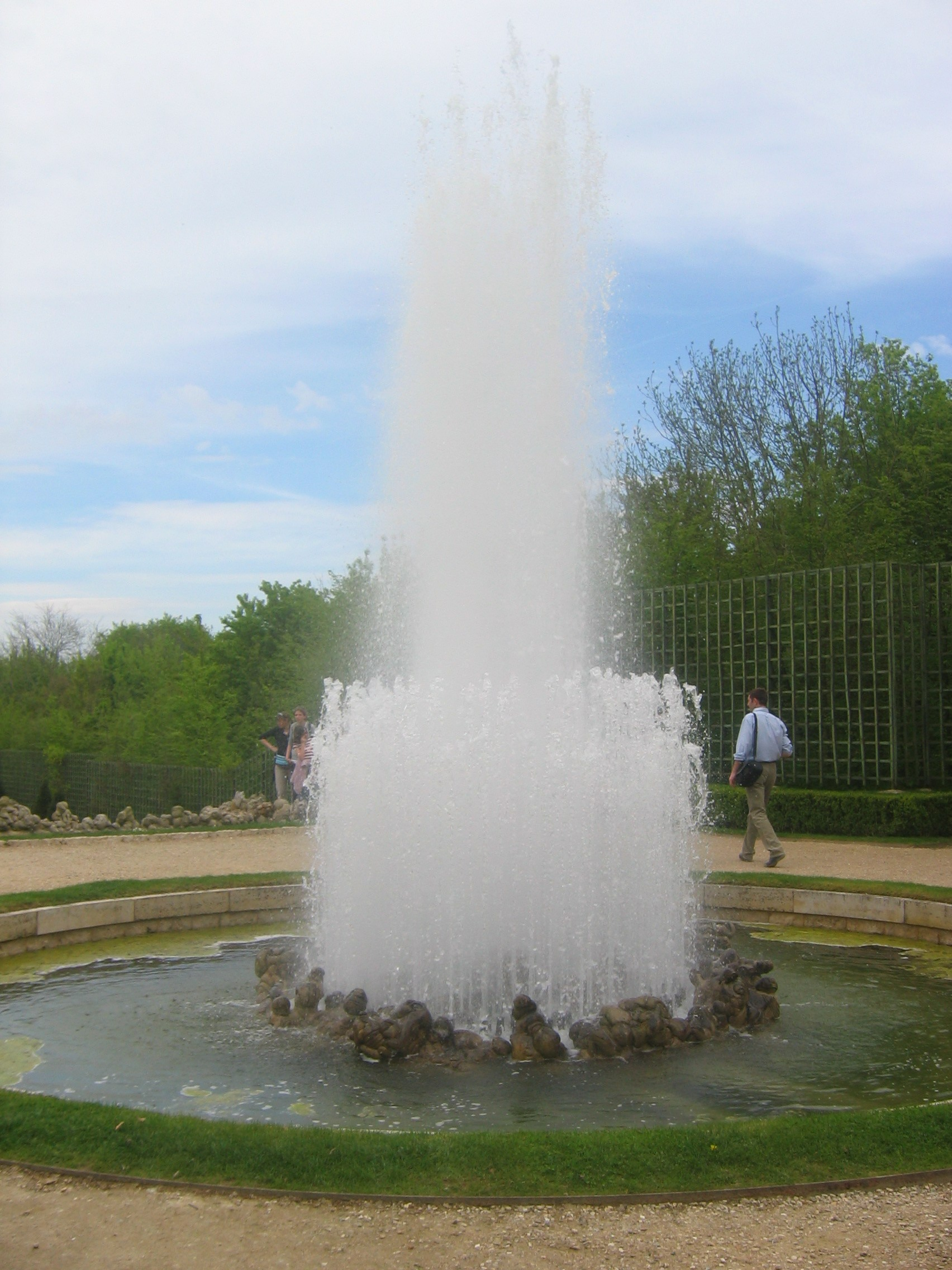
Vue du bassin supérieur
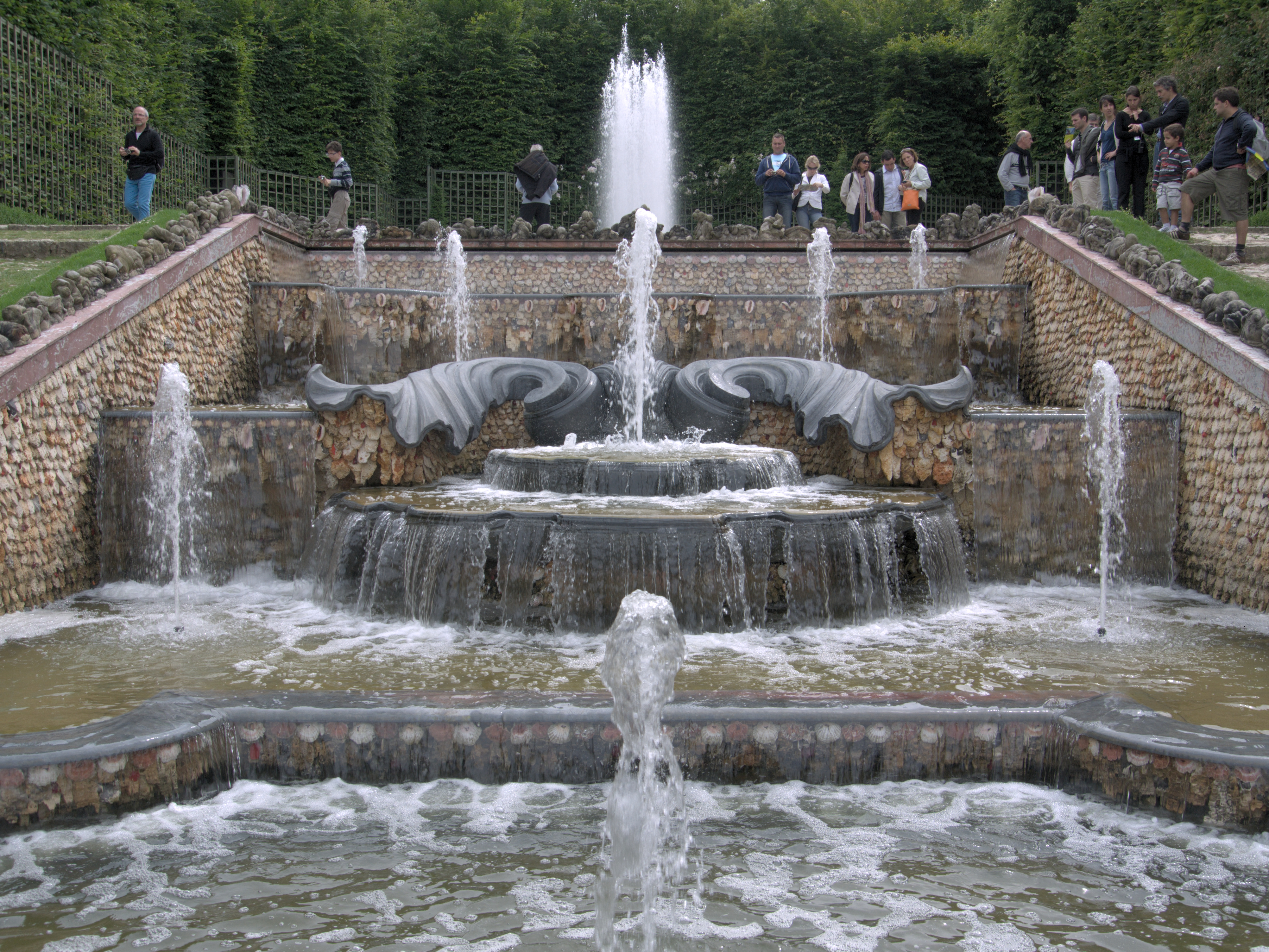